# 2008年の野球
2008年の野球（2008ねんのやきゅう）では、2008年の野球における動向をまとめる。

## できごと

### 1月
- 1月2日 - 【五輪】北京オリンピックの韓国代表のヘッドコーチの宣銅烈がストレスを理由に辞任[1]。
- 1月16日 - 【高校】第80回選抜高等学校野球大会の開会式の入場行進曲がコブクロの「蕾」に決定[2]。
- 1月23日 - 第3回女子野球ワールドカップが日本で開催される事が決定。日本での開催は初[3]。
- 1月25日 - 【高校】第80回選抜高等学校野球大会の出場36校が発表[4]。
- 1月31日 - 【大学】日本学生野球協会は、古葉竹識の東京新大学1部リーグの東京国際大学の監督就任を承認したと発表[5]

### 2月
- 2月4日 - 【大学】東京新大学野球リーグの東京国際大学が古葉竹識の監督就任を発表[6]。
- 2月19日 - 【大学】東都大学野球連盟の中大の監督に高橋善正が就任[7]。

### 3月
- 3月3日 - 【大学】東京六大学野球の明大は新監督にコーチの善波達也を発表[8]。
- 3月6日 -【独立】日本国内では3番目の独立リーグとなる、関西独立リーグの設立計画が発表され、2009年度から和歌山、大阪、兵庫（2チーム）の4チームが参加して行う予定。運営会社の最高顧問に石毛宏典が就任[9]。
- 3月9日 - 8月に日本で開催される第3回女子野球ワールドカップの日本代表選手の25人が選出[10]。
- 3月10日 - 【KBO】ソウル市内で失踪した4人の母子の件で公開手配されていた、元ヘテ・タイガースの李昊星が韓国のソウル市内漢江で遺体で発見され、自殺とみられている。同日、母子4人の遺体も見つかっており、同選手の関与について捜査している[11]。
- 3月12日 - 【五輪】台湾の台中で行われている北京オリンピック最終予選で、韓国がドイツに12対1で7回コールド勝利し、5戦全勝でオリンピック出場権を獲得[12]。
- 3月13日 - 【五輪】台湾の台中で行われている北京オリンピック最終予選で、台湾とカナダが勝利し、共に5戦1敗でオリンピック出場権を獲得し、オリンピック出場8カ国が決定（中国、日本、アメリカ、キューバ、オランダ、韓国、台湾、カナダ）。
- 3月14日 - 【高校】選抜高校野球大会の組み合わせ抽選が行われ、開会式の選手宣誓は中京大中京の主将の矢沢英典[13]。
- 3月18日 - 【高校】駒大苫小牧高校の前監督の香田誉士史が3月末をもって同校を退職すると発表[14]
- 3月22日 - 【高校】第80回選抜高校野球大会の開会式が阪神甲子園球場で行われる[15]。1998年春（第70回）以来10年ぶりに36校が参加。
- 3月26日 - 【社会人】日本野球連盟は昨年11月に青森市で発足した社会人クラブチームのブルーズヨシフォレストの新規加盟の承認を発表、歌手の吉幾三総監督を務める[16]。
- 3月28日 - 【高校】選抜高校野球大会（甲子園）の3回戦、鹿児島県の鹿児島工と京都府の平安の試合は延長15回、3対3の引き分けに終わり、30日に再試合が行われる
- 3月29日 - 【独立】四国・九州アイランドリーグの香川オリーブガイナーズの松尾晃雅がボストン・レッドソックスとマイナー契約した事を発表。同リーグからメジャーリーグとの契約選手が出るのは初[17]。
- 3月30日 - 【高校】選抜高校野球大会（甲子園）で28日に延長引き分けになった、鹿児島工対平安戦の再試合は1対0で平安が勝利し、2003年春（第75回）以来、5年ぶり準々決勝に進出、春夏通算90勝目を挙げた[18]

### 4月
- 4月4日 - 【高校】第80回選抜高校野球大会の決勝戦が甲子園球場で行われ、沖縄県の沖縄尚学が9対0で埼玉県の聖望学園に勝利し、1999年春（第71回）以来9年ぶり2度目の優勝[19]。
- 4月5日 - 【独立】今年から九州の2球団が加入した四国・九州アイランドリーグが開幕。新加入の福岡レッドワーブラーズは初戦の対高知戦に勝利したが、長崎セインツは対香川戦に敗戦[20]。

### 5月
- 5月12日 - 【KBO】LGツインズは前年日本プロ野球の巨人でプレーし、今シーズンはメキシカンリーグのメキシコシティー所属のロベルト・ペタジーニの獲得を発表[21]。
- 5月13日 - 【大学】東京六大学野球の立大が対明大戦（神宮）に勝利し、リーグ通算800勝[22]。
- 5月13日 - 【高校】日本高野連は常葉菊川の監督の森下知幸が女性記者にセクハラをしていたとする問題で、同校のとった森下の今夏の選手権大会終了までの謹慎措置を了承、部長の元中日の佐野心が指導にあたる[23]。
- 5月13日 - 【大学】首都大学野球リーグは東海大が明学大に勝利し、8戦全勝で3季連続56度目の優勝達成[24]。
- 5月15日 - 【大学】関西六大学野球リーグは龍谷大が大経大に勝利し、3季ぶり22度目のリーグ優勝達成[25]。
- 5月20日 - 【五輪、NPB】北京オリンピック日本代表の監督の星野仙一が同コーチの田淵幸一、山本浩二、大野豊と共にウエスタンリーグの阪神対広島戦（甲子園）で阪神の指揮をとった、オリンピックまでの試合勘を取り戻すため。試合は3対0で阪神が勝利[26]。
- 5月24日 - 【米独立】アメリカ独立リーグ所属のカナダのゴールデンベースボールリーグはカルガリー・ヴァイパーズのジョン・オドムがラレド・ブロンコスに異例の1本69ドルのバット10本でトレードが成立。同選手の過去のケンカが問題で、カナダへの入国審査で入国できなくなったため[27]。
- 5月27日 - 【大学】東京六大学野球は明大が対法大戦（神宮）に勝利し、8季ぶり32度目のリーグ優勝達成[28]。
- 5月28日 - 【大学】東都大学野球は東洋大が対亜大戦（神宮）に勝利し、3季連続12度目のリーグ優勝達成[29]。

### 6月
- 6月6日 - 【五輪】北京オリンピック野球日本代表の1次候補選手に吉見一起、渡辺亮、帆足和幸、G.G.佐藤を追加し、合計で81選手になったことを発表した[30]。
- 6月13日 - 【KBO】前ヤクルトの高津臣吾が、韓国プロ野球のウリ・ヒーローズに入団することが分かった。同プロ野球での日本人選手は4人目[31]。
- 6月15日 - 【大学】第57回全日本大学野球選手権大会の決勝戦は東都大学野球連盟の東洋大が7対5で首都大学野球連盟の東海大に勝利し、22年ぶり2度目の優勝達成。同リーグ所属チームの優勝は4年ぶり22回目[32]。
- 6月18日 - 【独立】四国・九州アイランドリーグは香川が対高知戦（高知東部）に7対4で勝利、前期優勝達成、4期連続[33]。
- 6月20日 -【五輪】全日本野球会議は、北京オリンピック日本代表の最終候補選手の39名を発表した[34]。
- 6月25日 - 【独立】四国・九州アイランドリーグの長崎は監督の河埜敬幸に対する同月30日付の契約解除、退団を発表[35]
- 6月26日 - 【社会人】社会人野球のデュプロが今季限りでの解散を発表した[36]。
- 6月29日 - 【KBO】ウリ・ヒーローズの高津臣吾が対LGツインズ戦（木洞野球場）で8回1死一、二塁の場面で登板し、1回3分の2を無失点に抑え初セーブ。日本プロ野球、メジャーリーグ、韓国プロ野球の3リーグにおいてセーブを記録した初の投手となった[37]。
- 6月30日 - 【高校】前年の全国高校野球選手権の茨城県大会準優勝の常磐大高校の野球部の監督が、2006年に旅行で訪れた世界遺産のイタリアのサンタ・マリア・デル・フィオーレ大聖堂に落書きをしたとして、同校は監督の解任を発表[38]

### 7月
- 7月1日 - 【社会人】都市対抗野球大会の関東代表決定リーグで、前年度優勝の東芝がホンダに4対3で敗れ、8月に開催される本大会への出場を逃す。前年度優勝チームの予選敗退は不祥事、休部を除けば8年ぶり[39]。
- 7月4日 - 【大学】関西学生野球連盟の同大野球部で4月に2年生部員が1年生部員に対し暴力行為があったとして、大学は監督の吉川博敏が3日付で辞任、8月7日までの部活動自粛の措置をとった[40]。
- 7月9日 - 【高校】選抜高校野球の運営委員会が開かれ、希望枠を廃止し、21世紀枠を例年の2から3（今年は記念大会で3校選出）に増やすことを決定[41]。
- 7月12日 - 【独立】ベースボール・チャレンジ・リーグ（BCリーグ）前期戦の上信越地区は新潟アルビレックス・ベースボール・クラブが対富山サンダーバーズ第4回戦（糸魚川美山）に4対0で勝利し、上信越地区前期優勝達成[42]。
- 7月12日 - 【高校】全国高校野球選手権大会の佐賀大会の3回戦で、前年度全国優勝の佐賀北が鳥栖工に1対2で敗れている[43]。南埼玉大会では今年の選抜準優勝校の聖望学園が初戦で敗れている[44]。
- 7月13日 - 【独立】BCリーグ前期戦の北陸地区は富山が対新潟第5回戦（富山市民）に7対0で勝利し、北陸地区前期優勝達成[45]。
- 7月14日 - 【五輪】中華民国棒球協会が北京オリンピックの台湾代表の24選手を発表し、中日のチェンや元西武の張誌家などを選出[46]。
- 7月16日 - 【五輪】北京オリンピックアメリカ代表23人が選出[47]
- 7月17日 - 【五輪】全日本野球会議は、北京オリンピック野球日本代表24名を発表した[48]。
- 7月25日 - 【五輪】国際野球連盟は、北京五輪において延長11回以降無死1、2塁から攻撃を開始するタイブレークの採用を発表した[49]。
- 7月27日 - 【大学】第4回世界大学野球選手権大会（チェコ、ブルノ）の決勝戦はアメリカが日本に1対0で勝利し3大会連続優勝達成[50]。
- 7月31日 - 【五輪】国際野球連盟の会長のハービー・シラーが東京都内で会見を開き、北京オリンピックからのタイブレークの採用は決定事項、と表明した[51]。
- 7月31日 - 【高校】全国高校野球選手権大会への出場が決まっていた群馬県の桐生一高の野球部員が女子校生への強制わいせつ行為で逮捕される。同校の校長は記者会見で出場辞退の考えの無い事を明らかにした[52]

### 8月
- 8月2日 - 【高校】第90回全国高等学校野球選手権記念大会が阪神甲子園球場で開幕[53]。当初は8月8日開幕予定だったが、北京オリンピックの開幕と重複するため、それを避けるため史上最速開催が実現した。出場校は1998年夏（第80回）同様に北海道と東京都に加えて、予選参加校が150校を超える埼玉県、千葉県、神奈川県、愛知県、大阪府そして兵庫県の6府県からも2代表が選出されて55校で開催。
- 8月6日 - 【高校】第90回全国高等学校野球選手権大会の大会5日目、1回戦第3試合・大阪桐蔭対日田林工戦は雷雨によりノーゲーム。翌8月7日の第1試合に順延。
- 8月11日 - 【社会人】第33回全日本クラブ野球選手権大会の最終日が周南市野球場で行われ、茨城ゴールデンゴールズが大和高田クラブに9対5で勝利し、2年連続2度目の優勝達成[54]。
- 8月13日 - 【五輪】北京オリンピックの野球競技の予選リーグが開始され、日本対キューバ戦は4対2でキューバが勝利した[55]。
- 8月18日 - 【高校】第90回全国高校野球選手権大会の決勝戦が甲子園球場で行われ、北大阪の大阪桐蔭が、静岡県の常葉菊川に17対0で勝利し、1991年夏（第73回）17年ぶり2度目の優勝達成。決勝戦での17得点は史上最多タイ、21安打は史上最多。大阪府代表の優勝は17年ぶり10度目[56]。※好守備を魅せた常葉菊川の町田友潤二塁手を称賛した「セカンドに打ってしまえば望みはありません」という清水次郎（ABC）アナウンサーの名実況が生まれた[57]。
- 8月20日 - 【五輪】北京オリンピックの野球競技はこの日の4試合で予選リーグを終了した[58]。
- 8月22日 - 【五輪】北京オリンピックの野球競技は準決勝が行われ、日本対韓国戦は6対2で韓国が勝利し、キューバ対アメリカは10対2でキューバが勝利した[58]。
- 8月23日 - 【五輪】北京オリンピックの野球競技は3位決定戦と決勝が行われ、決勝戦は韓国がキューバに3対2で勝利し、予選を含めて9戦全勝で初の金メダル獲得。3位決定戦はアメリカが日本に8対4で勝利[58]。
- 8月29日 - 松山中央公園野球場で行われていた第3回IBAF女子ワールドカップは最終日の順位決定戦が行われ、日本はカナダに11対3で勝利し、初優勝達成[59]。
- 8月30日 - 【高校】第53回全国高等学校軟式野球選手権大会の決勝戦、中京対作新学院は延長15回、1対1で引き分け再試合[60]。
- 8月31日 - 【高校】全国高等学校軟式野球選手権大会の決勝戦の再試合が行われ、作新学院が5対1で中京に勝利し、2年ぶり7度目の優勝達成[61]

### 9月
- 9月9日 - 【社会人】第79回都市対抗野球大会の決勝戦は、新日本石油ENEOSが4対1で春日井市の王子製紙に勝利し、13年ぶり9度目の優勝達成[62]。
- 9月9日 - 【WBC】星野仙一は自身のHPでWBCの日本代表監督の就任要請されても受諾しない事を表明[63]。
- 9月16日 - 【高校】東北高校は部内で部員同士で暴力行為があったとして県大会の出場辞退を決定し、日本高野連はこれを了承[64]。
- 9月17日 - 【軟式】第63回天皇賜杯全日本軟式野球大会の決勝戦が埼玉県営大宮公園野球場で行われ、佐藤薬品工業が武内プレス工業に1対0で勝利し、大会史上6チーム目の2年連続優勝達成。最優秀選手賞には4連投の佐藤薬品工業の清水嘉之が選出[65]。
- 9月18日 - 【独立】来年開幕予定の関西独立リーグの神戸は、監督に元阪神タイガースの中田良弘が就任する事を発表[66]。
- 9月21日 - 【独立】愛媛マンダリンパイレーツが対香川オリーブガイナーズ戦（坊っちゃん）に1対1で引き分け、球団初の期別優勝達成[67]。
- 9月23日 - 【独立】BCリーグの上信越地区は、群馬が新潟に2対0で勝利し、初の後期優勝を達成[68]。
- 9月26日 - 【独立】BCリーグの北陸地区は、富山が信濃に13対0で勝利し、前期に続いて後期優勝達成。プレーオフには年間勝率2位の石川が出場[69]。

### 10月
- 10月4日 - 【独立】四国・九州アイランドリーグのリーグチャンピオンシップの第3戦、香川対愛媛(サーパススタジアム)は、香川が愛媛に5対2で勝利し、3勝0敗で3年連続の総合優勝達成[70]。
- 10月4日 - 【大学】九州六大学リーグは福岡大が北九大にサヨナラ勝利で、3季連続通算47度目の優勝達成[71]。
- 10月11日 - 【独立】BCリーグチャンピオンシップ第3戦が行われ、富山が群馬に4対3で勝利し、初のリーグ総合優勝達成[72]
- 10月12日 - 【大学】東京六大学リーグ戦で、立大の五十嵐大典が対東大戦で東京六大学リーグの通算3000本塁打[73]
- 10月22日 - 【独立】来季開幕予定の関西独立リーグの大阪の監督に村上隆行が就任[74]。
- 10月22日 - 【WBC】WBCの日本代表の監督の有力候補に挙がっていた星野仙一が就任を固辞することを自身のHPで改めて表明[75]。
- 10月28日 - 【独立】日本独立リーグ・グランドチャンピオンシップの第5戦で、四国・九州アイランドリーグの香川がBCリーグの富山に3対2で勝利し、2年連続の優勝達成。
- 10月28日 - 【WBC】 WBC日本代表監督に巨人の監督の原辰徳の就任が決定。
- 10月29日 - 【WBC】WBC日本代表監督相談役に前ソフトバンク監督の王貞治が就任。

### 11月
- 11月16日 -関西独立リーグのドラフト会議で、神戸9クルーズが川崎北高の吉田えり7位指名。
- 11月23日 - 第35回社会人野球日本選手権大会最終日が京セラドーム大阪で行われ、トヨタ自動車がJR東海に4対2で勝利し、2年連続2度目の優勝達成

## 競技結果

### 国際大会

#### 北京オリンピック（8月13日〜24日、中国・北京）
| 順位 | 国・地域             |
| ---- | -------------------- |
| 1    | 韓国                 |
| 2    | キューバ             |
| 3    | アメリカ合衆国       |
| 4    | 日本                 |
| 5    | チャイニーズタイペイ |
| 6    | カナダ               |
| 7    | オランダ             |
| 8    | 中国                 |

#### アジアシリーズ
| 順位 | 名称                           | 埼玉西武ライオンズ | 統一セブンイレブン・ライオンズ | SKワイバーンズ | 天津ライオンズ | 勝 | 分 | 負 | 得 | 失 | 失点率 |
| ---- | ------------------------------ | ------------------ | ------------------------------ | -------------- | -------------- | -- | -- | -- | -- | -- | ------ |
| 1    | 埼玉西武ライオンズ             | -                  | ○ 2-1                          | ● 3-4          | ○ 16-2         | 2  | 0  | 1  | 21 | 7  | 0.29   |
| 2    | 統一セブンイレブン・ライオンズ | ● 1-2              | -                              | ○ 10-4         | ○ 7-4          | 2  | 0  | 1  | 18 | 10 | 0.38   |
| 3    | SKワイバーンズ                 | ○ 4-3              | ● 4-10                         | -              | ○ 15-0         | 2  | 0  | 1  | 23 | 13 | 0.54   |
| 4    | 天津ライオンズ                 | ● 2-16             | ● 4-7                          | ● 0-15         | -              | 0  | 0  | 3  | 6  | 38 | 1.65   |

※緑枠が決勝進出
- 決勝：埼玉西武ライオンズ　1-0  統一セブンイレブン・ライオンズ

#### その他
- 第24回ハーレムベースボールウィーク（7月4日〜13日、オランダ・ハーレム）
- 第4回世界大学野球選手権大会（7月18日〜27日、チェコ・ブルノほか）

決勝戦
日本 0対1 アメリカ
- 第3回IBAF女子ワールドカップ（8月24日〜29日、松山坊っちゃん）

決勝戦
日本 11対3 カナダ
日本は初優勝

### 各国プロ野球

#### 韓国プロ野球
- ペナントレース
  - 3月29日〜10月5日

| 順位 | 球団                 | 勝 | 敗 | 勝率 | 差 |
| ---- | -------------------- | -- | -- | ---- | -- |
| 優勝 | SKワイバーンズ       | 83 | 43 | .695 | -  |
| 2位  | 斗山ベアーズ         | 70 | 56 | .556 | 13 |
| 3位  | ロッテ・ジャイアンツ | 69 | 57 | .548 | 1  |
| 4位  | 三星ライオンズ       | 65 | 61 | .516 | 4  |
| 5位  | ハンファ・イーグルス | 64 | 62 | .508 | 1  |
| 6位  | 起亜タイガース       | 57 | 69 | .452 | 7  |
| 7位  | ヒーローズ           | 50 | 76 | .365 | 7  |
| 8位  | LGツインズ           | 46 | 80 | .365 | 4  |

- ポストシーズン

- 準プレーオフ（10月8日〜10月11日）

三星ライオンズ（3勝）対ロッテ・ジャイアンツ（0勝）
- プレーオフ（10月16日〜10月23日）

斗山ベアーズ（4勝）対三星ライオンズ（2勝）
- 韓国シリーズ（10月26日〜10月31日）

SKワイバーンズ（4勝）対斗山ベアーズ（1勝）
SKは2年連続2度目の優勝

#### 台湾プロ野球
- 前期

| 順位 | 球団             | 勝 | 敗 | 分 | 勝率 | 差  |
| ---- | ---------------- | -- | -- | -- | ---- | --- |
| 優勝 | 誠泰コブラズ     | 28 | 21 | 1  | .571 | -   |
| 2位  | 統一ライオンズ   | 27 | 23 | 0  | .540 | 1.5 |
| 3位  | La Newベアーズ   | 26 | 24 | 0  | .520 | 2.5 |
| 4位  | 興農ブルズ       | 24 | 25 | 1  | .490 | 4   |
| 5位  | 兄弟エレファンツ | 24 | 25 | 1  | .490 | 4   |
| 6位  | 中信ホエールズ   | 19 | 30 | 1  | .388 | 9   |

- 後期

| 順位 | 球団             | 勝 | 敗 | 分 | 勝率 | 差  |
| ---- | ---------------- | -- | -- | -- | ---- | --- |
| 優勝 | La Newベアーズ   | 32 | 18 | 0  | .640 | -   |
| 2位  | 統一ライオンズ   | 31 | 18 | 1  | .633 | 0.5 |
| 3位  | 中信ホエールズ   | 27 | 22 | 1  | .551 | 4.5 |
| 4位  | 兄弟エレファンツ | 25 | 25 | 0  | .500 | 7.0 |
| 5位  | 興農ブルズ       | 18 | 32 | 0  | .360 | 14  |
| 6位  | 誠泰コブラズ     | 16 | 34 | 0  | .320 | 16  |

#### 中国野球リーグ
| 西南華北地区 | 西南華北地区   | 西南華北地区 | 西南華北地区 | 西南華北地区 | 西南華北地区 | 東南華東地区 | 東南華東地区             | 東南華東地区 | 東南華東地区 | 東南華東地区 | 東南華東地区 |
| 順位         | 球団           | 勝           | 敗           | 勝率         | 差           | 順位         | 球団                     | 勝           | 敗           | 勝率         | 差           |
| ------------ | -------------- | ------------ | ------------ | ------------ | ------------ | ------------ | ------------------------ | ------------ | ------------ | ------------ | ------------ |
| 優勝         | 天津ライオンズ | 19           | 2            | .905         | -            | 優勝         | 上海ゴールデンイーグルス | 10           | 11           | .476         | -            |
| 2位          | 北京タイガース | 12           | 9            | .571         | 7.0          | 2位          | 広東レパーズ             | 8            | 13           | .381         | 2.0          |
| 3位          | 四川ドラゴンズ | 9            | 12           | .429         | 10.0         | 3位          | 江蘇ホープスターズ       | 5            | 16           | .238         | 5.0          |

- プレイオフ

- 天津ライオンズ（3勝）対広東レパーズ（2勝）
- 北京タイガース（3勝）対上海ゴールデンイーグルス（0勝）

- 中国シリーズ

- 天津ライオンズ（3勝）対北京タイガース（0勝）

### 独立リーグ（日本）

#### 四国・九州アイランドリーグ
|      | 前期                       | 前期 | 前期 | 前期 | 前期 | 前期 | 後期                       | 後期 | 後期 | 後期 | 後期 | 後期 |
| 順位 | 球団                       | 勝   | 敗   | 分   | 勝率 | 差   | 球団                       | 勝   | 敗   | 分   | 勝率 | 差   |
| ---- | -------------------------- | ---- | ---- | ---- | ---- | ---- | -------------------------- | ---- | ---- | ---- | ---- | ---- |
| 優勝 | 香川オリーブガイナーズ     | 26   | 10   | 4    | .722 | -    | 愛媛マンダリンパイレーツ   | 22   | 13   | 5    | .629 | -    |
| 2位  | 高知ファイティングドッグス | 22   | 16   | 2    | .579 | 5.0  | 高知ファイティングドッグス | 22   | 13   | 3    | .595 | 1.0  |
| 3位  | 福岡レッドワーブラーズ     | 20   | 16   | 4    | .556 | 1.0  | 香川オリーブガイナーズ     | 20   | 16   | 4    | .556 | 1.5  |
| 4位  | 愛媛マンダリンパイレーツ   | 18   | 17   | 5    | .514 | 1.5  | 福岡レッドワーブラーズ     | 20   | 17   | 3    | .514 | 0.5  |
| 5位  | 徳島インディゴソックス     | 11   | 22   | 7    | .333 | 6.0  | 長崎セインツ               | 18   | 21   | 1    | .462 | 3.0  |
| 6位  | 長崎セインツ               | 8    | 24   | 8    | .250 | 2.5  | 徳島インディゴソックス     | 9    | 29   | 2    | .237 | 8.5  |

##### リーグチャンピオンシップ
- 9月27日・9月28日（坊っちゃんスタジアム）、10月4日（サーパススタジアム）

第1戦　香川 9－0 愛媛
第2戦　香川 2－1 愛媛
第3戦　香川 5－2 愛媛
（香川は3年連続3回目の総合優勝）

#### ベースボール・チャレンジ・リーグ
| 上信越地区 | 上信越地区               | 上信越地区 | 上信越地区 | 上信越地区 | 上信越地区 | 上信越地区 | 上信越地区               | 上信越地区 | 上信越地区 | 上信越地区 | 上信越地区 | 上信越地区 |
|            | 前期                     | 前期       | 前期       | 前期       | 前期       | 前期       | 後期                     | 後期       | 後期       | 後期       | 後期       | 後期       |
| 順位       | 球団                     | 勝         | 敗         | 分         | 勝率       | 差         | 球団                     | 勝         | 敗         | 分         | 勝率       | 差         |
| ---------- | ------------------------ | ---------- | ---------- | ---------- | ---------- | ---------- | ------------------------ | ---------- | ---------- | ---------- | ---------- | ---------- |
| 優勝       | 新潟アルビレックスBC     | 19         | 13         | 4          | .594       | -          | 群馬ダイヤモンドペガサス | 18         | 9          | 9          | .667       | -          |
| 2位        | 群馬ダイヤモンドペガサス | 19         | 15         | 2          | .559       | 1.0        | 新潟アルビレックスBC     | 14         | 16         | 6          | .467       | 5.5        |
| 3位        | 信濃グランセローズ       | 15         | 17         | 4          | .469       | 4.0        | 信濃グランセローズ       | 11         | 17         | 8          | .393       | 7.5        |

| 北陸地区 | 北陸地区                 | 北陸地区 | 北陸地区 | 北陸地区 | 北陸地区 | 北陸地区 | 北陸地区                 | 北陸地区 | 北陸地区 | 北陸地区 | 北陸地区 | 北陸地区 |
|          | 前期                     | 前期     | 前期     | 前期     | 前期     | 前期     | 後期                     | 後期     | 後期     | 後期     | 後期     | 後期     |
| 順位     | 球団                     | 勝       | 敗       | 分       | 勝率     | 差       | 球団                     | 勝       | 敗       | 分       | 勝率     | 差       |
| -------- | ------------------------ | -------- | -------- | -------- | -------- | -------- | ------------------------ | -------- | -------- | -------- | -------- | -------- |
| 優勝     | 富山サンダーバーズ       | 19       | 15       | 2        | .559     | -        | 富山サンダーバーズ       | 16       | 12       | 8        | .571     | -        |
| 2位      | 石川ミリオンスターズ     | 15       | 14       | 7        | .517     | 1.5      | 石川ミリオンスターズ     | 16       | 16       | 4        | .500     | 2.0      |
| 3位      | 福井ミラクルエレファンツ | 9        | 22       | 5        | .290     | 8.5      | 福井ミラクルエレファンツ | 12       | 17       | 7        | .414     | 4.5      |

##### プレーオフシリーズ
- 上信越地区　第1戦10月2日（群馬県立敷島公園野球場）、第2戦10月3日（三條機械スタジアム）

第1戦　群馬 7－0 新潟
第2戦　群馬 5－0 新潟
- - （2勝0敗で群馬がリーグチャンピオンシップに出場）
- 北陸地区 第1戦10月2日（アルペンスタジアム）、第2戦10月3日（魚津桃山運動公園）

第1戦　石川 4－0 富山
第2戦　富山 5－4 石川
- - （富山が前後期優勝のため石川は全勝が条件。富山がリーグチャンピオンシップに出場）

リーグチャンピオンシップ　10月7日（群馬県立敷島公園野球場）・10月8日（伊勢崎市野球場）、10月11日（宮野運動公園野球場）
第1戦　富山 3－0 群馬
第2戦　富山 9－3 群馬
第3戦　富山 4－3 群馬
- - （富山は初の総合優勝）

#### グランドチャンピオンシップ
第1戦　香川 3 - 0 富山（10月17日、サーパススタジアム）
第2戦　香川 3 - 1 富山（10月18日、サーパススタジアム）
第3戦　富山 5 - 2 香川（10月25日、県営富山野球場）
第4戦　富山 4 - 0 香川（10月26日、県営富山野球場）
第5戦　香川 3 - 2 富山（10月28日、魚津桃山運動公園）
- - （香川は2年連続2回目の優勝）

### 社会人野球（日本）
- 第79回都市対抗野球大会（東京ドーム；8月29日〜9月9日）
優勝：新日本石油ENEOS（13年ぶり9回目）
- 第33回全日本クラブ野球選手権大会（周南ほか；8月8日〜11日）
優勝：茨城ゴールデンゴールズ（2年連続2回目）
- 第3回ナショナルクラブベースボールシリーズ（8月9日・10日）
  - 東日本クラブカップ（足利）

優勝：赤崎野球クラブ（初優勝）
  - 中日本クラブカップ（長野）

優勝：大富士BASEBALL CREW（初優勝）
  - 西日本クラブカップ（松山坊っちゃん）

優勝：阪神ベースボールクラブ（初優勝）
- 第35回社会人野球日本選手権大会（京セラドーム大阪；11月13日〜23日）
優勝：トヨタ自動車（2年連続2回目）
- 主要地区連盟主催大会（日本選手権対象大会）
  - 第63回JABA東京スポニチ大会（3月18日〜25日；神宮、大田、保土ヶ谷）

優勝：新日本石油ENEOS（13年ぶり9回目）
  - 第38回JABA四国大会（4月5日〜12日；サーパス）

優勝：住友金属鹿島（初優勝）
  - 第56回JABA静岡大会（4月9日〜15日；草薙、浜松）

優勝：Honda（2年連続2回目）
  - 第52回JABA岡山大会（4月18日〜22日；倉敷マスカット、倉敷市営）

優勝：JR東海（初優勝）
  - 第51回JABA長野県知事旗争奪野球大会（4月25日〜28日；オリンピック、長野県営）

優勝：トヨタ自動車（2年連続2回目）
  - 第60回JABA京都大会（5月1日〜5日；西京極、皇子山）

優勝：Honda鈴鹿（初優勝）
  - 第62回JABA九州大会（5月8日〜13日；北九州大谷、北九州市民）

優勝：JR九州（初優勝）
  - 第40回JABA東北大会（5月15日〜18日；愛島、仙台市民、石巻）

優勝：JR東日本東北（初優勝）
  - 第51回JABA北海道大会（8月6日〜10日；円山、野幌）

優勝：日本通運（2年連続4回目）

### 大学野球（日本）
- 第57回全日本大学野球選手権大会（6月10日〜15日；神宮・東京ドーム）

決勝　東洋大（東都） 7-5 東海大（首都）
（東洋大は22年ぶり2回目の優勝）
- 第39回明治神宮野球大会大学の部（11月；神宮・神宮第二）
- 各大学リーグ結果（※は明治神宮大会出場権を得た大学）
  - 北海道学生野球連盟
1部春季優勝：函館大
2部春季優勝：釧路公立大
1部秋季優勝：函館大
2部秋季優勝：室工大
  - 札幌学生野球連盟
1部春季優勝：道都大
2部春季優勝：北海道教育大学岩見沢校
3部春季優勝：小樽商大
1部秋季優勝：北翔大
2部秋季優勝：北海学園大
3部秋季優勝：小樽商大
  - 北東北大学野球連盟
1部春季優勝：青森大
2部春季優勝：青森中央学院大
3部春季優勝：岩手県立大
1部秋季優勝：富士大
2部秋季優勝：八戸工業大
3部秋季優勝：岩手県立大
  - 仙台六大学野球連盟
春季優勝：東北福祉大
秋季優勝：東北福祉大
  - 南東北大学野球連盟
1部春季優勝：東日本国際大
2部春季優勝：山大工
1部秋季優勝：東日本国際大
2部秋季優勝：東北公益文科大
  - 千葉県大学野球連盟
1部春季優勝：中央学院大
2部春季優勝：清和大
3部春季優勝：麗澤大
1部秋季優勝：国際武道大
2部秋季優勝：敬愛大
3部秋季優勝：麗澤大
  - 関甲新学生野球連盟
1部春季優勝：上武大
2部春季優勝：関東学園大
3部春季優勝：宇都宮大
1部秋季優勝：上武大
2部秋季優勝：関東学園大
3部秋季優勝：埼玉大
  - 東京新大学野球連盟
1部春季優勝：創価大
2部春季優勝：
3部春季優勝：
4部春季優勝：
1部秋季優勝：創価大
2部秋季優勝：
3部秋季優勝：
4部秋季優勝：
  - 東京六大学野球連盟
春季優勝：明大
秋季優勝：早大
  - 東都大学野球連盟
1部春季優勝：東洋大
2部春季優勝：中大
3部春季優勝：大正大
4部春季優勝：東工大
1部秋季優勝：東洋大
2部秋季優勝：國學院大
3部秋季優勝：大正大
4部秋季優勝：一橋大
  - 首都大学野球連盟
1部春季優勝：東海大
2部春季優勝：大東大
1部秋季優勝：東海大
2部秋季優勝：明治学院大
  - 神奈川大学野球連盟
1部春季優勝：神奈川大
2部春季優勝：横国大
1部秋季優勝：横浜商大
2部秋季優勝：横国大
  - 愛知大学野球連盟
1部春季優勝：中部大
2部春季優勝：名城大
3部春季優勝：名産大
4部春季優勝：名工大
5部春季優勝：人環大
1部秋季優勝：愛院大
2部秋季優勝：愛知大
3部秋季優勝：日福大
4部秋季優勝：名工大
5部秋季優勝：大同大
  - 東海地区大学野球連盟
    - 岐阜学生野球連盟春季優勝：中院大
    - 三重学生野球連盟春季優勝：三重中京大（大学選手権出場）
    - 静岡学生野球連盟春季優勝：東洋大海洋学部
    - 岐阜学生野球連盟秋季優勝：朝日大
    - 三重学生野球連盟秋季優勝：三重中京大
    - 静岡学生野球連盟秋季優勝：日大国際関係学部

  - 北陸大学野球連盟
1部春季優勝：金沢星稜大
2部春季優勝：
1部秋季優勝：金沢学院大
2部秋季優勝：
  - 関西学生野球連盟
春季優勝：近大
秋季優勝：立命館大
  - 関西六大学野球連盟
春季優勝：龍谷大
秋季優勝：龍谷大
  - 阪神大学野球連盟
1部春季優勝：関西国際大
2部春季優勝：甲南大
3部春季優勝：桃山学院大
1部秋季優勝：大産大
2部秋季優勝：姫路獨協大
3部秋季優勝：桃山学院大
  - 近畿学生野球連盟
1部春季優勝：奈良産大
2部春季優勝：太学大
3部春季優勝：和歌山大
1部秋季優勝：奈良産大
2部秋季優勝：大阪市立大
3部秋季優勝：大阪大谷大
  - 京滋大学野球連盟
1部春季優勝：佛教大
2部春季優勝：滋賀大
1部秋季優勝：佛教大
2部秋季優勝：京都外大
  - 広島六大学野球連盟
春季優勝：広島経済大
秋季優勝：近大工学部
  - 中国地区大学野球連盟
1部春季優勝：東亜大
2部春季優勝：岡山大
3部春季優勝：環平大
4部春季優勝：山福大
1部秋季優勝：東亜大
2部秋季優勝：環平大
3部秋季優勝：山福大
4部秋季優勝：岡山県立大
  - 四国地区大学野球連盟
1部春季優勝：愛媛大
2部春季優勝：
1部秋季優勝：四院大
2部秋季優勝：
  - 九州六大学野球連盟
春季優勝：福岡大
秋季優勝：
  - 福岡六大学野球連盟
春季優勝：九共大
秋季優勝：
  - 九州地区大学野球連盟
春季優勝：日本文理大
秋季優勝：

### 高校野球（日本）
- 第80回選抜高等学校野球大会（3月22日〜4月4日；甲子園）
  - 決勝　沖縄尚学（沖縄） 9-0 聖望学園（埼玉）

沖縄尚学は9年ぶり2回目の優勝。沖縄県勢の優勝も9年ぶり2回目。
- 第90回全国高等学校野球選手権記念大会（8月2日〜18日；甲子園）
  - 決勝　大阪桐蔭（北大阪） 17-0 常葉菊川（静岡）

大阪桐蔭は17年ぶり2回目の優勝、大阪府勢の優勝は10回目。
- 第53回全国高等学校軟式野球選手権大会（8月25日〜31日；明石、高砂）
  - 決勝　作新学院（北関東・栃木） 1-1 中京（東海・岐阜）　（延長15回引き分け）
  - 決勝再試合　作新学院 5 -1 中京

作新学院は2年ぶり7回目の優勝。
- 第63回国民体育大会（チャレンジ!おおいた国体）
  - 硬式の部

天候不良のため、2回戦2試合、準決勝及び決勝を残して大会打ち切り。
  - 軟式の部

天候不良のため、準決勝及び決勝を残して大会打ち切り。2回戦を勝ち上がった作新学院、中京、比叡山、広島商の4チームが1位扱い。
- 第39回明治神宮野球大会高校の部（11月；神宮・神宮第二）

## 死去
- 1月13日 - ジョニー・ポドレス（Johnny Podres）、元ブルックリン・ドジャースの投手、ワールドシリーズMVP第一号（* 1932年）
- 1月14日 - ドン・カードウェル（Don Cardwell）、アメリカ合衆国の投手（* 1935年）
- 1月17日 - 林義一（大映ユニオンズ元投手、* 1920年）
- 1月19日 - 雑賀忠夫（オリックス野球クラブ代表取締役社長、* 1945年）
- 1月21日 - 加藤博一（西鉄ライオンズ、阪神タイガース等の元外野手、野球解説者、* 1951年）
- 1月25日 - 田沢芳夫（南海ホークス元投手、* 1937年）
- 1月25日 - 吉本宗泰（滝川二高野球部監督、* 1926年）
- 2月28日 - 江藤愼一（中日ドラゴンズ元外野手、太平洋クラブライオンズ元選手兼任監督、* 1937年）
- 4月14日 - 森中千香良（大洋ホエールズ元投手、* 1938年）
- 5月25日 - ジェレミー・ゴンザレス（シカゴ・カブス、読売ジャイアンツ等の元投手、* 1975年）
- 6月5日 - 木庭教（広島東洋カープ元スカウト、* 1927年）
- 6月9日 - 木下強三（広島カープ元外野手、元二軍監督、* 1936年）
- 6月10日 - 櫟信平（大阪タイガース元内野手、* 1925年）
- 6月28日 - 嘉藤栄吉（明石中元内野手、中京商対明石中延長25回出場メンバー最後の生存者、* 1917年）
- 7月11日 - 田中俊幸（セントラル・リーグ元審判部長、* 1940年）
- 7月15日 - 石田文樹（第66回全国高等学校野球選手権大会優勝投手、横浜ベイスターズ打撃投手、* 1966年）
- 9月3日 - 児玉利一（中日ドラゴンズ、大洋ホエールズ元内野手、* 1919年）
- 9月11日 - 奥井成一（大阪タイガース元内野手、* 1925年）
- 9月16日 - 北角富士雄（中日ドラゴンズ元外野手、* 1947年）
- 9月26日 - 岩本義行（松竹ロビンス等の元外野手、東映フライヤーズ・近鉄バファローズ元監督、* 1912年）
- 10月20日 - ジョー・ルーツ（広島東洋カープ元監督、* 1925年）
- 10月25日 - ラファエル・バチスタ（ヒューストン・アストロズ、ロッテオリオンズ元内野手、* 1947年）
- 11月4日 - 鬼頭政一（太平洋クラブライオンズ・クラウンライターライオンズ元監督、* 1920年）
- 11月14日 - 大塚弥寿男（東京オリオンズ元捕手、* 1943年）
- 12月13日 - 中田金一（大阪タイガース元内野手・外野手。引退後はセ・リーグ審判員、* 1921年）[77]
- 12月21日 - 佐々木吉郎（大洋ホエールズ元投手、* 1940年）